# Gerhard Hecht (Politiker)
Gerhard Hecht (* 14. September 1934 in Magdeburg; † 2. Februar 2009 in Halle an der Saale) war ein deutscher Politiker (SPD). Er war von 1990 bis 1998 Abgeordneter im Landtag Sachsen-Anhalt.

## Ausbildung und Leben
Gerhard Hecht schloss sein Studium der Naturwissenschaften 1958 als Diplom-Physiker ab und promovierte 1963 an der Martin-Luther-Universität Halle-Wittenberg. Zwischen 1958 und 1991 war er in den Leuna-Werken in verschiedenen Bereichen tätig (Werkstoffkunde, Thermodynamik, Informatik, Verfahrenstechnik). Von 1964 bis 1970 hatte er nebenberufliche Lehraufträge an der Technischen Hochschule Merseburg inne, wo er sich 1968 mit der Arbeit Untersuchungen über das Ähnlichkeitsprinzip thermischer Zustandsgrößen habilitierte. Seit den 1970er Jahren übte er ehrenamtliche Tätigkeiten im Natur- und Umweltschutz aus, unter anderem als Kreisnaturschutzbeauftragter in Halle-Neustadt (1977–1981), als Mitarbeiter der Arbeitsgemeinschaft Artenschutz beim Rat des Bezirkes Halle (1984–1990) und als Vorsitzender des Arbeitskreises Heimische Orchideen im Bezirk Halle (1985–1990). Gerhard Hecht war verheiratet und hinterließ drei Kinder, darunter den Historiker Michael Hecht.

## Politik
Gerhard Hecht trat während der Wende im Dezember 1989 in die SDP ein. Er war 1990 Vorsitzender des Bezirksparteirats Halle der SPD, 1992 Mitglied im Unterbezirksvorstand Halle-Merseburg-Saalkreis und 1993 bis 1995 Vorsitzender des SPD-Kreisverbandes Merseburg-Querfurt. Bei der ersten Landtagswahl in Sachsen-Anhalt 1990 wurde er über die Landesliste in den Landtag gewählt, wo er als umweltpolitischer Sprecher der SPD-Fraktion fungierte. Bei der Landtagswahl in Sachsen-Anhalt 1994 konnte er den Landtagswahlkreis Merseburg gewinnen und saß eine zweite Wahlperiode im Landtag, in dem er nun auch als stellvertretender Vorsitzender des Umweltausschusses wirkte. Hecht war zudem von 1991 bis 1993 Vorsitzender der Personalkommission an der TH Merseburg, 1995 Mitglied des Kuratoriums der Hochschule Merseburg und 1999 bis 2004 Mitglied des Kreistags von Merseburg-Querfurt. Parallel zu seiner Abgeordnetentätigkeit publizierte er mehrere Bücher zu Themen der politischen Philosophie sowie eine Autobiografie.

## Werke
- Faktoren politischer Meinungsbildung. Weltbild – Wissen – Interessen. 1996, ISBN 3-89073-945-8.
- Rationale Politik …und die Folgen ihrer Mißachtung. 2001, ISBN 3-8260-2016-2.
- Politische Philosophie in einer entgrenzten Welt. Vom Nutzen und Nachteil des politischen Philosophierens für die Praxis. 2004, ISBN 3-631-53330-6.
- Politische Erfahrungen und Erkenntnisse aus der zweiten Reihe. Ein ostdeutscher Lebenslauf. 2007, ISBN 978-3-8334-8542-8.